# Bni Oulid
Bni Oulid (franska: Bni Oulid (CR), Bni Oulid (Commune Rurale), arabiska: بني وليد) är en kommun i Marocko.   Den ligger i provinsen Taounate och regionen Fès-Meknès, i den nordöstra delen av landet, 230 km öster om huvudstaden Rabat. Antalet invånare är 11 775.